# Viboldone
Viboldone (Viboldon in dialetto milanese, AFI: [vibulˈdũː]) è una frazione della città lombarda di San Giuliano Milanese, celebre per l'omonima abbazia. Posta a ovest del centro abitato, sorge nei pressi dell'innesto della tangenziale Ovest nell'autostrada del Sole.

## Storia
La località è un borgo agricolo di antica origine. Nell'ambito della suddivisione del territorio milanese, apparteneva alla Pieve di San Giuliano, e confinava con Civesio e San Giuliano a nord, Zivido e Santa Brera a est, Mezzano e Zunico a sud, e Rancate a ovest. Al censimento del 1751 la località fece registrare 377 residenti.
In età napoleonica, nel 1805, la popolazione era salita a 581 unità, e il municipio allargò di molto le sue competenze, dato che nel 1809 furono aggregati a Viboldone i comuni di Civesio e Rancate per un totale di 948 cittadini, e due anni dopo anche San Donato, San Giuliano e Sesto Ulteriano, interessando nel complesso 2 773 persone. Tutti i centri recuperarono però l'autonomia nel 1816 dopo la costituzione del Regno Lombardo-Veneto.
Gli stessi austriaci tuttavia, nel 1841, dovettero riconoscere la razionalità dell'operato napoleonico, e così Civesio e Rancate furono di nuovo annesse, questa volta a titolo definitivo, a Viboldone, mentre stavolta anche Videserto venne coinvolta nell'aggregazione, unificando la locale parrocchia.
Al censimento del 1853 il Comune di Viboldone contava 1 163 abitanti, a quello del 1861 il numero era salito a 1209.
Nel 1869 al comune di Viboldone vennero aggregati i comuni di Sesto Ulteriano, San Giuliano e Zivido, e l'anno successivo il comune di Pedriano.
Nel 1893 il comune di Viboldone assunse la denominazione di "San Giuliano Milanese".